# Absorció de dos fotons no degenerada

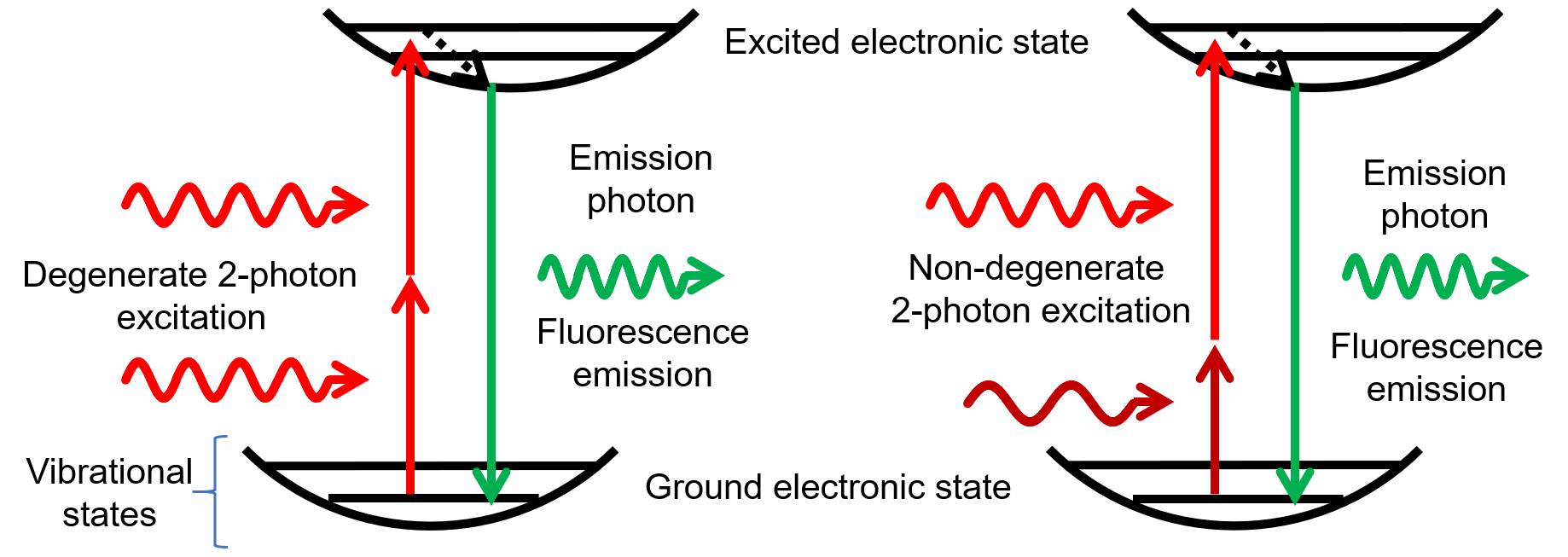
Figura 1.1 L'excitació degenerada de dos fotons d'una molècula es produeix mitjançant l'absorció de dos fotons amb la mateixa energia. En l'excitació de dos fotons no degenerada, dos fotons amb energies diferents proporcionen l'energia d'excitació requerida. En ambdós mètodes d'excitació, la molècula excitada es relaxa de nou a l'estat fonamental mitjançant l'emissió de fluorescència.

En física atòmica, l'absorció de dos fotons no degenerada (ND-TPA o ND-2PA) o l'excitació de dos fotons de dos colors és un tipus d'absorció de dos fotons (TPA) on dos fotons amb diferents les energies són (gairebé) simultàniament absorbides per una molècula, afavorint una transició electrònica molecular d'un estat d'energia inferior a un estat d'energia superior. La suma de les energies dels dos fotons és igual o superior a l'energia total de la transició.
La probabilitat de ND-TPA es quantifica com la secció transversal d'absorció de dos fotons no degenerada (ND-TPACS) i és una propietat inherent de les molècules. L'ND-TPACS s'ha mesurat mitjançant tècniques d'exploració Z (bomba-sonda), que mesuren la disminució de la intensitat del làser a causa de l'absorció, i tècniques basades en fluorescència, que mesuren la fluorescència generada pels fluoròfors sobre ND- TPA.
En ND-TPA, en absorbir el primer fotó, la molècula fa una transició a un estat virtual i es manté en l'estat virtual durant un període extremadament curt (vida de l'estat virtual, VSL). Si s'absorbeix un segon fotó durant el VSL, la molècula fa una transició a l'estat electrònic excitat, en cas contrari es relaxarà de nou a l'estat fonamental. Per tant, els dos fotons s'absorbeixen "gairebé" simultàniament en l'absorció de dos fotons. Basant-se en la relació d'incertesa temps-energia, VSL és inversament proporcional a la diferència d'energia entre l'estat virtual i l'estat electrònic real més proper (és a dir, el sòl o un estat excitat proper). Per tant, com més proper sigui l'estat virtual a l'estat real, més llarg serà el VSL i més gran serà la probabilitat de TPA. Això significa que en comparació amb el TPA degenerat, on l'estat virtual es troba al mig del sòl i l'estat excitat, ND-TPA té una secció transversal d'absorció més gran. Aquest fenomen es coneix com a millora de la ressonància i és el principal mecanisme darrere de l'augment observat de ND-TPACS de semiconductors i fluoròfors en comparació amb les seves seccions transversals de TPA degenerades.
També s'ha explorat ND-TPA en microscòpia de dos fotons per reduir l'excitació fora de focus, augmentar la profunditat de penetració, augmentar la resolució espacial i ampliar el rang de longitud d'ona d'excitació.

## Teoria
La següent discussió de les tècniques per obtenir quantitativament paràmetres importants per utilitzar-los en ND-TPA és un resum dels conceptes tractats a Yang et. al.
La llei de Beer descriu la disminució de la intensitat a causa de l'absorció d'un fotó:
{\displaystyle I(z)=I_{0}e^{-\alpha z}}
on z és la distància que recorre el fotó en una mostra, I(z) és la intensitat de la llum després de recórrer una distància z a la mostra i α és el coeficient d'absorció d'un fotó de la mostra.
A ND-TPA, dos fotons de color diferents s'uneixen, proporcionant la següent adaptació de l'equació anterior i utilitzant un fotó d'infraroig proper (NIR) i infrarojo de longitud d'ona curta (SWIR) per facilitar la interpretació:
{\displaystyle I(z)=A\,I_{\mathrm {NIR} }(0)\,I_{\mathrm {SWIR} }(0)\,e^{-z(\alpha _{\mathrm {NIR} }+\,\alpha _{\mathrm {SWIR} })}\,}
on A és un terme combinat que descriu la secció transversal d'absorció, l'eficiència de recollida, la concentració de fluoròfors i l'eficiència quàntica.
Per a la fluorescència amb un flux no uniforme, com existeix en ND-TPA, l'equació següent es qualifica:
{\displaystyle F=K\iint \sigma \,I_{\mathrm {NIR} }(t,r,z)\,I_{\mathrm {SWIR} }(t-t_{0},r-r_{0},z)\,dVdt}
on K és el producte del rendiment quàntic del fluoròfor, la geometria del sistema d'imatge i la concentració del fluoròfor i se suposa que és independent del règim d'excitació, i σ és la secció transversal d'absorció. Tingueu en compte que el nivell de desincronització dels dos polsos làser, tal com es mostra a través del retard temporal i espacial a ISWIR, afecta la fluorescència global d'un volum determinat dins d'una mostra. També és important tenir en compte que els fluxos de feix de fotons es poden combinar d'aquesta manera, permetent que un flux de foton s'augmenti proporcionalment a la disminució del flux experimentat per un altre fotó a causa dels efectes de dispersió, com en el teixit biològic.